# 天主教恩蘇卡教區
天主教恩蘇卡教區 （拉丁語：Dioecesis Nsukkana）是尼日利亞一個羅馬天主教教區，屬奧尼查總教區。
教區成立於1989年11月19日升為教區。位於埃努古州北部。2004年有教友732,503人（佔轄區人口85.4%）、五十三個堂區、125名司鐸。現任教區主教為高飛‧伊奎布伊凱‧奧納。